# Thelma White
Pour les articles homonymes, voir White.
Thelma White est une actrice américaine née le 4 décembre 1910 à Lincoln, Nebraska (États-Unis), et décédée le 11 janvier 2005 à Woodland Hills (Californie) d'une pneumonie.

## Filmographie
- 1930 : One Way Out : Desperate for Permanent Wave
- 1930 : A Night in a Dormitory : Thelma
- 1930 : Ride 'em Cowboy
- 1930 : Sixteen Sweeties
- 1931 : Hot Sands : Femme
- 1933 : Hey, Nanny Nanny : Mrs. Bond
- 1934 : What Price Jazz
- 1934 : Susie's Affairs : La colocataire blonde de Susie
- 1935 : Never Too Late (en) de Bernard B. Ray : Helen Lloyd
- 1936 : Reefer Madness de Louis Gasnier : Mae Colman
- 1936 : Two in the Dark : une femme
- 1936 : Le Diable au corps (The Moon's Our Home) : Salesgirl
- 1936 : Forgotten Faces : Infirmière dans le parc
- 1938 : Wanted by the Police : Lillian
- 1942 : A Man's World : Girl
- 1942 : Pretty Dolly : 'Baby', Cigar Counter Clerk
- 1943 : Spy Train : Millie
- 1944 : Bowery Champs : Diane Gibson
- 1947 : Hectic Honeymoon
- 1948 : Mary Lou : Eve Summers

## Théâtre
Thelma White a été active à Broadway dans les productions suivantes :  
- 1916 : A Kiss for Cinderella (comédie)
- 1926 : Earl Carroll's Vanities (revue musicale)
- 1929 : Spring Is Here (comédie musicale)
- 1930 : Earl Carroll's Vanities (comédie musicale/revue)
- 1932 : Tell Her the Truth (musique de Jack Waller et Joseph Tunbridge)
- 1934 : Saluta
- 1938 : Right This Way (comédie musicale)